# جيمي كلاكستون
جيمي كلاكستون (بالإنجليزية: Jimmy Claxton)‏ هو لاعب كرة قاعدة أمريكي، ولد في 14 ديسمبر 1892، وتوفي في 3 مارس 1970.